# Feel This Moment
«Feel This Moment» —en español: «Siente este momento»— es una canción interpretada por el rapero estadounidense Pitbull, con la colaboración de la cantante estadounidense Christina Aguilera. Está incluida en el séptimo álbum de estudio del rapero, Global Warming (2012). La canción fue escrita por Nasri Atweh, Adam Messinger, Nolan Lambroza, Go Periscope y por Christina Aguilera, mientras que la producción estuvo a cargo de Adam Messinger, Sir Nolan, Nasri Tony Atweh y Urales DJ Buddha Vargas. La canción contiene samples del tema «Take on Me» interpretada por A-ha y escrita por Furholmen Magne, Morten Harket, Waaktaar Pal, que recibieron créditos de la escritura.
La canción recibió reseñas generalmente favorables por parte de los críticos musicales, que elogiaron la voz de Aguilera, calificándola de «magnífica y fuerte», al tiempo que alaba los elementos utilizados en la canción. Antes del anuncio del sencillo como oficial, la revista estadounidense Billboard argumentó que era la mejor canción del álbum Global Warming. El sitio web Allmusic eligió la canción como uno de los temas sobresalientes del álbum, calificándolo como una «explosión discoteca glorioso».
«Feel This Moment» hizo su debut en países como Austria, Canadá, Francia y Suiza, tras la publicación del Global Warming. En los Estados Unidos debutó en el mes de febrero en la lista Billboard Hot 100 en el número 99, y alcanzó el número 8 en dicha lista. La canción se convirtió en el décimo top 10 para Christina Aguilera y el octavo para Pitbull, además es la cuarta canción más exitosa en la discografía de Pitbull como artista principal y la séptima más exitosa en general en dicha lista. Recibió certificaciones de disco de platino y disco de oro en algunos países como Alemania, Estados Unidos, Nueva Zelanda y Suecia, entre otros. Alcanzó el top 10 en países como Austria, Hungría, Australia, Polonia, Noruega, Canadá, Alemania, España, Finlandia, Rusia, Escocia, Bélgica, República Checa, Israel, Países Bajos, Suiza, Reino Unido, Venezuela, Argentina, Ecuador, Chile, México, Nueva Zelanda y los Estados Unidos.
El vídeo musical fue puesto a la luz el 15 de marzo de 2013 a través de la cuenta oficial de Pitbull en Youtube. Fue dirigido por el director David Rousseau y rodado en blanco y negro. En dicho vídeo aparecen algunas escenas de la presentación en vivo que realizaron ambos cantantes en la ceremonia de los American Music Awards de 2012.
La canción fue interpretada por primera vez un pequeño pedazo (última estrofa) en los American Music Awards 2012. Posteriormente Pitbull junto con Aguilera se presentaron en los Kids Choice Awards de 2013. Pitbull también interpretó la canción asimismo en la ceremonia de apertura de la Indian Premier League de 2013 sin Aguilera. Más tarde se presentaron juntos en los Billboard Music Awards de 2013 y en la final del programa televisivo The Voice. La canción sirvió como fondo para los comerciales de la nueva temporada del programa Dancing with the Stars, donde en unos de los comerciales sale Pitbull al principio de éste.

## Antecedentes

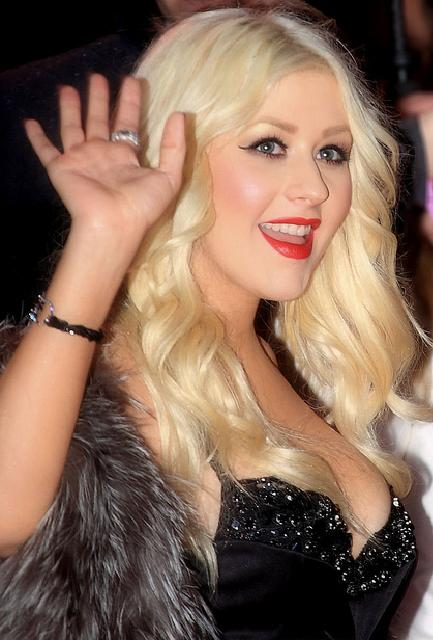
Christina Aguilera, quien prestó su voz para la colaboración de «Feel This Moment».

Nunca hubo rumores sobre un eventual dueto entre Christina Aguilera y Pitbull, hasta que se dieron a conocer el 16 de octubre de 2012 en la página oficial de Pitbull la lista de los cantantes que participarían en su álbum, entre ellos Christina Aguilera. El 25 de octubre del mismo año, Pitbull publicó en su cuenta de Facebook que efectivamente colaboraría con Aguilera. «Feel This Moment» es la primera colaboración entre Pitbull y Aguilera. Pitbull habló sobre la colaboración con Aguilera en una entrevista, diciendo lo siguiente.

«Feel This Moment» es un registro especial, y trabajar con Christina Aguilera es un honor y creo que "Feel This Moment" va a ser una gran canción porque tiene una muestra muy potente se adaptarán muy bien y todo el mundo va a bailar también. Además de eso, cuando digo "Feel This Moment" es básicamente sentir la vida, no vivir la vida por un momento, vivir la vida para la vida, que es su momento.
Pitbull.

Un fragmento de la pista de un minuto y veintisiete segundos se filtró en Internet el 23 de octubre de 2012. La pista completa se filtró el 13 de noviembre de 2012. Además es la primera colaboración para Christina Aguilera lanzado como sencillo desde 2011 con «Moves like Jagger», colaboración con Maroon 5. Y la primera para Pitbull desde 2012 con «Don't Stop the Party» colaboración con DJ TJR. Por otro lado, la canción sirvió como fondo para los comerciales de la nueva temporada del programa Dancing with the Stars, donde en unos de los comerciales sale Pitbull al principio de éste.

## Producción
«Feel This Moment» fue escrito por Nasri Atweh, Adán Messinger, Lambroza Nolan, Urales "DJ Buda" Vargas, Armando Pérez (Pitbull) y por la misma Christina Aguilera, mientras que la producción estuvo a cargo de Messinger, Nasri, Nolan Señor Buda y DJ. En la canción se incorporan fragmentos de la banda de synthpop noruego A-ha con su famoso éxito de 1985 «Take on Me», que fue escrito por Magne Furuholmen, Morten Harket, Pål Waaktaar, que recibieron créditos de la escritura.
La canción es dance-pop, hip house y electro house, y habla de detenerse a tomar un momento para apreciar la vida. Se establece en un ritmo de clubes, el cantante rapea: "Vamos a detener el tiempo y disfrutar de este momento", seguido por Christina que canta lo siguiente: "Un día, cuando mi luz se ilumina estaré en mi castillo de oro, pero hasta que las puertas están abiertas solo quiero sentir este momento". Pitbull hace referencia a una novela de E. L. James, la exitosa novela erótica titulada Cincuenta sombras de Grey cuando rapea: "Leía libros, especialmente sobre las habitaciones rojas y amarres". De acuerdo con Jason Lipshut de Billboard, «Feel This Moment» se estructura un montón con «Get It Started» de Pitbull con Shakira, disponible en el mismo álbum Global Warming pero en la edición de lujo.

## Vídeo musical

### Antecedentes
El 1 de febrero de 2013 el sitio oficial en Twitter de VEVO en Italia publicó que el vídeo musical de «Feel This Moment» vendría pronto. Días después, el 15 de febrero del mismo año, el sitio oficial de VEVO en YouTube de Pitbull publicó un vídeo con la letra de la canción. Semanas después, Pitbull publicó una foto en su cuenta oficial de Facebook y Twitter, asimismo Aguilera un día antes de la publicación del vídeo subió de igual manera una foto detrás de cámaras.

### Trama
El vídeo fue rodado en blanco y negro. Dicho vídeo consiste en "sentir el momento" tal y como lo dice el título de la canción traducido al español, ya que aparecen escenas de conciertos, grabaciones de estudio y detrás de cámaras del cantante.
El vídeo empieza con una hilera de tres tomas de conciertos de Pitbull, y en la toma del medio aparece el cantante en un traje con una corbata roja (siendo esta el único objeto/prenda a color en el vídeo), cabe señalar que esta escena es una de las pocas escenas exclusivas del vídeo. Christina Aguilera luce un ajustado traje mostrando sus curvas con un cabello rubio semi-esponjado haciendo gestos, bailes y posiciones sensuales mientras entona el fragmento de la canción, y durante la primera estrofa que entona la cantante sale hincada en un cuarto oscuro lleno de luces alrededor de ella y después sale en una toma "close-up". Mientras que Pitbull va cantando, Aguilera en algunas escenas sale cantando junto con él, sin embargo no se oye su voz y solo se ve su boca moviéndose al ritmo de Pitbull. También aparecen algunas escenas de la presentación en vivo que realizaron ambos cantantes en la ceremonia de los American Music Awards 2012, como en la parte cuando termina la presentación y ambos se felicitan, y cuando Aguilera canta su última estrofa. Por otra parte, cuando se escucha la palabra "Feel This Moment" (título de la canción) aparece la palabra en letras sobre el vídeo.

### Recibimiento

El vídeo tuvo gran impacto en el sitio web VEVO, llegando a los 100 millones de reproducciones, convirtiéndose en el quinto vídeo más visto del canal oficial de Pitbull.

El vídeo musical fue dirigido por el director David Rousseau y fue puesto a la luz el 15 de marzo de 2013 a través de la cuenta oficial de pitbull en Youtube. Tras la publicación del vídeo de «Feel This Moment», llegó a convertirse tendencia global en la red social Twitter, causando revuelo. Por otra parte, el vídeo musical logró entrar al top diez de la lista Youtube 100. Por su parte, es el quinto vídeo más visto de la página de VEVO en YouTube de Pitbull, superando los 100 millones de reproducciones.
Tom Goodenough escribió para The Sun que "las curvas que mostró la cantante Christina Aguilera y con su corpulenta cabellera rubia para la promoción encienden chispas, y hasta ella también se enciende al estilo del diseño de una chaqueta de cuero impresionante para el rodaje". Rap-Up comentó: "Mr. Worldwide (Pitbull) reflexiona sobre su viaje a la cima, la realización de espectáculos de todo el mundo, mientras que la diva del pop se ve hermosa como ella misma para la cámara en el rodaje en blanco y negro". Jason Lipshutz para la revista estadounidense Billboard comentó: "Pitbull y Christina Aguilera son bastante razonables, las estrellas del pop lo que desean es sentir este momento, ¿Quién no lo haría?, después de años de éxitos con los sencillos de Xtina (Christina Aguilera) de escucharla en el Top 40 de las radios en la década de 2000, y las pistas de Pitbull haciendo lo mismo en la década de 2010; los artistas se han juntado para combinar en un vídeo musical para "Feel This Moment" que muestra cómo sus respectivos momentos a menudo cuentan con grandes multitudes y felices momentos adelante de ellos".

## Recepción

### Crítica
La revista estadounidense Billboard seleccionó la canción como la mejor del álbum Global Warming. Según la crítica, ha sido muy popular y es la canción más exitosa de todo el álbum, aunque no había conseguido liderar listas ni logrado certificaciones hasta ese entonces, además de haber sido bien recibida en emisoras de radio tras la publicación del álbum.

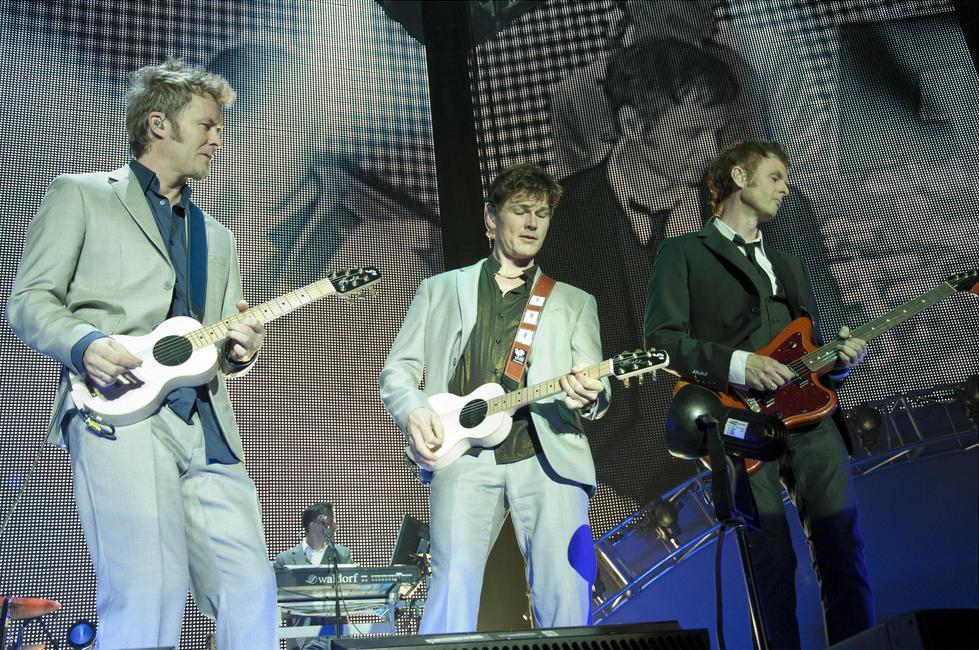
La canción «Feel This Moment» tiene influencias de una canción del grupo A-ha.

David Jeffries de Allmusic ha elegido la canción como uno de los temas sobresalientes del álbum, calificándolo como una "explosión discoteca glorioso". periodista de Entertainment Weekly Ray Rahman pensó que «Feel This Moment» era "la mejor canción del disco", escribiendo que "se bate con «Take On Me» y muestra a lugares que nunca ha estado antes". Sarah Godfrey, del Washington Post de acuerdo, recomendando la pista, como uno de los tres mejores temas del álbum. Mikael Wood de Los Angeles Times escribió que "resulta 80 A-ha synth-pop de curiosidades 'Take on Me' en la materia de un Las Vegas Bachelorette Bash". Jeremy Thomas de 411 Mania elogió la apariencia de Aguilera, escribiendo que "añade algo musical sustancia al estilo de Pitbull y lo convierte en una pista que, si no es necesariamente bueno, por lo menos es muy escuchable". Sam Lanksy de idólatra calificó de "Doozy", alabando parte de Aguilera, calificándolo como un "coro memorable", y agregó que la canción "va mejor que su maullar en la cubierta de Chris Mann. Jason Lipshut de Billboard también elogió a su voz, que calificó de "tubos magníficos". Rick Florino de Artist Direct también la alabó, escribiendo que "Aguilera ofrece un estribillo brillante como el flujo de Pitbull lleva los versos sin problemas". Nicolle de 4Music también escribió que "En realidad es una canción pegadiza para bailar y cuenta con un gancho enfermo. No cuentan con ningún misoginia, lo cual es bueno".

### Comercial
Tras la salida del álbum, «Feel This Moment» fue un éxito moderado en algunos países. En Francia, la canción debutó en el número 169 en SNEP en la semana del 15 de diciembre de 2012, más tarde la canción le dio un enorme salto a la posición número 63, mientras que el 29 de diciembre del mismo año la canción subió hasta el número 35 convirtiéndose en el decimotercer sencillo de Pitbull y undécimo de Aguilera en llegar al top cuarenta y en su séptima semana la canción subió hasta el número 23, convirtiéndose en su posición máxima, hasta ahora. En Austria, la canción debutó en el número 29 en el Top 40 Ö3 Austria Charts, el 30 de noviembre de 2012. Más tarde, subió al número 27 y permaneció dos semanas más antes de salir del chart. El 25 de enero de 2013, la canción volvió a entrar en el número 11, mientras que en su sexta semana saltó al número 7 convirtiéndose en la decimotercera de Pitbull y novena para Aguilera en el top 10. Semanas después se ubicó en el número 2 de dicho conteo. En Australia alcanzó el número 6 en la lista Australian Recording Industry Association. En Nueva Zelanda, la canción debutó en el número 17 de la RIANZ, y alcanzó el número 5. En Suecia, la canción debutó en el número 42 y luego alcanzó el puesto número 30 en el Sverigetopplistan. En Suiza, al estar quince semanas en la lista principal de este país alcanzó el número 9 de dicha lista. En Finlandia, la canción debutó en el número 19 en la lista Suomen Virallinen y subió al número 18 la semana siguiente, y después al número 16, y alcanzó el número 6 en dicho conteo. En Alemania alcanzó la posición número 9, convirtiéndose en el duodécimo top 10 para Aguilera en este país.  En Reino Unido alcanzó el número 5 en la lista Uk Singles Top 75, además logró posicionarse en el número 1 de la lista Top 40 Dance Singles (lista de popularidad en los clubes) para el mismo país. En España entró al top diez en el número 9, semanas después alcanzó el número 1 con cuatro semanas consecutivas en la lista principal del país. En la lista Los 40 Principales de 2013 para el mismo país, se ubicó en el número 1 de dicha lista en la edición del 6 de abril.

En los Estados Unidos, «Feel This Moment» se convirtió en el octavo top 10 de Pitbull y el décimo top 10 de Christina Aguilera en Billboard Hot 100, la lista más importante del país.

En América del Norte, en Estados Unidos «Feel This Moment» debutó en el mes de febrero en la lista Billboard Hot 100 en el número 99, y alcanzó el número 76 la semana siguiente, después el número 55, después alcanzó el número 47 y a la semana siguiente dio un gran salto hasta el número 28, luego el número 18 y asimismo al estar siete semanas en la lista alcanzó el número 13. Con el lanzamiento del vídeo musical y al estar ocho semanas en Billboard Hot 100 se ubicó en el puesto número 11 y número 3 en la lista Dance/Electronic Songs (lista de canciones más tocadas en discotecas de baile electrónico). A la semana siguiente logró ubicarse en su punto máximo con tres semanas no consecutivas en el número 8 en la lista Billboard Hot 100 gracias a las fuertes ventas digitales (la cual alcanzó el número 5 en Digital Songs) y a la gran rotación en radio (la cual alcanzó el número 10 en la misma semana en Radio Songs), además se convirtió en el décimo top diez para Christina Aguilera y el octavo top diez para Pitbull, siendo la cuarta canción más exitosa en la discografía de Pitbull como artista principal y la séptima más exitosa en general en dicha lista. Asimismo esa misma semana aparte de entrar al top diez de la lista más importante de los Estados Unidos, logró subir un puesto y posicionarse en el número 2 de la lista Dance/Electronic Songs y número 1 en Dance/Electronic Digital Songs (de las canciones más descargadas de ese género), en la que llevaba diecisiete semanas cuando logró la máxima posición. Por otra parte, «Feel This Moment» al entrar a la lista Billboard Hot 100 reunió nuevamente a los grandes exponentes de la música a comienzos de los 2000 estando Aguilera en dicha lista junto con Britney Spears y Justin Timberlake con las canciones «Scream & Shout» y «Suit & Tie» respectivamente, los cuales los tres alcanzaron el top diez. En la edición 27 de abril de 2013 de la revista Billboard, la canción logró ubicarse en el puesto número 1 en la lista Dance/Electronic Songs, al estar catorce semanas en dicha lista. En la lista  Radio Songs de Estados Unidos, en la duodécima semana la canción logró estar en el número 7 en rotación en radio, en la decimotercera semana subió al número 5 en dicha lista, a la semana siguiente logró el puesto número 3. En la lista Digital Songs de la misma revista para el mismo país la canción logró entrar al top diez en el puesto número 7 convirtiéndose en el primer top diez para Pitbull desde 2013 con «Don't Stop the Party», e igual para Aguilera se convirtió en el primer top diez desde 2012 con «Your Body». La semana siguiente se mantuvo en el mismo lugar. Una semana después subió dos lugares al número 5 con ventas de 138 000 copias, a lo que sumó 816 000 copias totales (solo en los Estados Unidos). Pese a que la canción logró estar en el top 10 en la mayoría de los países del mundo, tuvo un comportamiento bajo en la lista Billboard Hot Dance Club Play —lista de canciones más sonadas en las discotecas de Estados Unidos— logrando el máximo puesto en el número 17 rompiendo la cadena de sencillos consecutivos en el top 10 que llevaba Christina Aguilera desde 2008 con «Keeps Gettin' Better» hasta 2012 con «Your Body».
En Canadá la canción «Feel This Moment» debutó el número 36 de la lista Canadian Hot 100, pero una semana después saltó hasta el puesto número 28. Al estar diecinueve semanas en dicha lista alcanzó el número 4 en dicha lista con tres semanas consecutivas y sucedió lo mismo que en la lista Digital Songs de Estados Unidos siendo el primer top diez en Canadá para Aguilera desde 2012 con «Your Body» y el primer top diez para Pitbull desde 2013 con «Don't Stop the Party». El último país de América del Norte, México, «Feel This Moment» alcanzó el número 9 de la lista México Top 20, en la edición del 15 de abril. En la lista Los 40 Principales (México) se ubicó en el número 1 de dicha lista, además de alcanzar el número 1 de la lista México Airplay Billboard.
La canción obtuvo certificaciones de cuádruple disco de platino en Estados Unidos por vender 4 000 000 de copias certificadas en el país. En Canadá obtuvo cuatro discos de platino por valor de 320 000 copias. En Australia igual fue certificado disco platino por ventas de 140 000 copias, Dinamarca por 30 000 copias y Venezuela por 30 000 copias. Además certificaciones de disco de oro en países como Alemania por 150 000 copias, Nueva Zelanda por 7 500, Austria por 15 000 y en Suecia por 10 000 copias.

## Presentaciones en vivo

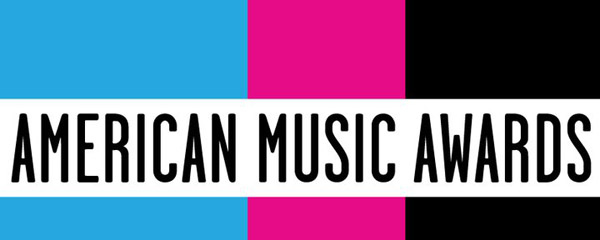
Pitbull se presentó junto a Christina Aguilera en los American Music Awards para interpretar la canción.

La canción fue interpretada en los American Music Awards 2012. Después de la presentación de Christina Aguilera en dicha ceremonia para la promoción de su álbum Lotus, subió Pitbull para interpretar en solitario «Don't Stop the Party», y al finalizar la canción se unió al escenario Christina Aguilera nuevamente para interpretar junto a Pitbull un pequeño fragmento de la canción «Feel This Moment».
Posteriormente Pitbull junto con Christina Aguilera abrieron la ceremonia de los Kids Choice Awards 2013, dicha presentación consto de un pequeño pedazo de unos cuantos segundos de «Don't Stop the Party» y después la canción de «Feel This Moment». Pitbull lució un traje negro con lentes oscuros, mientras Aguilera un pantalón con tirantes, saco negro y gorro al estilo de su álbum Back to Basics (2006), además hubo varios niños con la apariencia de Christina Aguilera y Pitbull en el escenario, a los que llamaron mini-Christinas y mini-Pitbulls. Al final Aguilera pulsó el botón para que Pitbull se llenara del famoso "slime verde" que caracteriza a los premios Kids Choice Awards. Pitbull también interpretó la canción sí mismo en la ceremonia de apertura de la Liga Premier de India 2013.
El domingo 19 de mayo, Pitbull y Christina Aguilera se presentaron en los Billboard Music Awards 2013, después de la interpretación de «Feel This Moment» entró un invitado especial, Morten Harket del grupo A-ha, quien interpretó el tema «Take On Me» —«Feel This Moment» contiene samples de dicha canción—. Según la revista Latina Christina Aguilera fue la segunda mejor vestida de la noche.
Una semana antes de la final de la cuarta temporada del concurso de canto The Voice se anunció que Christina Aguilera junto y Pitbull se presentarían en dicho programa para interpretar «Feel This Moment», donde fue la presentación que abrió la final de The Voice. A mediados de septiembre de 2013 Aguilera realizó un concierto privado donde interpretó un popurrí de «Let There Be Love», «Moves like Jagger» y «Feel This Moment» (con el orden indicado).

## En la cultura popular

La canción sirvió para comerciales de Dancing with the Stars.

La canción sirvió como fondo para los comerciales de la nueva temporada del programa Dancing with the Stars, donde en unos de los comerciales sale Pitbull al principio de éste. Además fue utilizada para un comercial para promoción de los partidos de la NBA 2013, pero no aparecieron los cantantes en dicho comercial. Cabe señalar que es la primera vez que utilizan un tema de Pitbull y la segunda vez para Christina Aguilera ya que diez años antes se utilizó el tema «Fighter» para la promoción de dichos partidos, donde en esa ocasión Aguilera si apareció en el comercial.
Se utiliza en las promo del reality show chileno Salta si puedes. También fue utilizado en el primer tráiler de la película de The LEGO Movie o en español "LEGO: la película"; que fue previsto para ser lanzado el 7 de febrero de 2014. La canción aparece también en el repertorio musical del videojuego de baile "Just Dance 2014". También suena en el tráiler del mismo presentado en la  E3 y en varios fragmentos de la película "The Emoji Movie" o en español "Emoji: la película".

## Reconocimientos
La canción fue nominada a los premios MTV Video Music Awards en la categoría Mejor colaboración para Pitbull y Aguilera. Se llevó a cabo por primera vez en el Barclays Center de Brooklyn, Nueva York, el domingo 25 de agosto de 2013. También fue nominado el vídeo musical en World Music Awards en la categoría mejor video del mundo.

## Formatos
Digitales
| Descarga digital |                                             |          |  |
| N.º              | Título                                      | Duración |  |
| 1.               | «Feel This Moment» (con Christina Aguilera) | 3:49     |  |

| Promotional CD single |                                                                 |          |  |
| N.º                   | Título                                                          | Duración |  |
| 1.                    | «Feel This Moment» (con Christina Aguilera) (Radio Edit)        | 3:19     |  |
| 2.                    | «Feel This Moment» (con Christina Aguilera) (Versión del álbum) | 3:49     |  |

## Créditos y personal
- Armando C. Pérez –  voz, compositor
- Christina Aguilera – voz, compositora
- Chantal Kreviazuk – compositora
- Nolan Lambroza – compositor,  productor discográfico
- Adam Messinger – compositor,  productor discográfico
- Urales "DJ Buddha" Vargas – compositor,  productor discográfico
- Nasri – compositor,  productor discográfico
- Morten Harket - compositor, "Take On Me" (muestra)
- Paul Waaktaar-Savoy - compositor, "Take On Me" (muestra)
- Magne Furuholmen - compositor, "Take On Me" (muestra)

Referencia:

## Posicionamiento en listas

### Semanales
| País              | Lista                                | Mejor posición | Semanas en la mejor posición |
| ----------------- | ------------------------------------ | -------------- | ---------------------------- |
| América           |                                      |                |                              |
| Argentina         | Argentina Top 20                     | 2              | 1                            |
| Brasil            | Hot 100 Singles                      | 20             | 1                            |
| Brasil            | Top 30 Dance Club Play               | 3              | 1                            |
| Canadá            | Canadian Hot 100                     | 4              | 3                            |
| Colombia          | National Report                      | 18             | 1                            |
| Chile             | Top 100 Singles Chart                | 1              | 1                            |
| Ecuador           | Ecuador Top 40                       | 2              | 3                            |
| Ecuador           | Dance/Electronic Songs Top 10        | 1              | 6                            |
| Estados Unidos    | Billboard Hot 100                    | 8              | 3                            |
| Estados Unidos    | Digital Songs                        | 5              | 1                            |
| Estados Unidos    | Dance/Electronic Songs               | 1              | 3                            |
| Estados Unidos    | Dance/Electronic Digital Songs       | 1              | 1                            |
| Estados Unidos    | Radio Songs                          | 4              | 1                            |
| México            | México Top 20                        | 3              | 1                            |
| México            | Los 40 Principales (México)          | 1              | 1                            |
| México            | México Airplay Billboard             | 1              | 1                            |
| Venezuela         | The Official VZ Singles Chart        | 1              | 1                            |
| Asia              |                                      |                |                              |
| Israel            | Media Forest                         | 6              | 1                            |
| Corea del Sur     | Gaon Chart                           | 2              | 1                            |
| Europa            |                                      |                |                              |
| Alemania          | Media Control Charts                 | 9              | 1                            |
| Austria           | Ö3 Austria Top 40                    | 2              | 1                            |
| Bélgica (Flandes) | Singles Top 50 Singles               | 7              | 1                            |
| Bélgica (Valonia) | Singles Top 40                       | 6              | 1                            |
| Bulgaria          | Airplay Top 5                        | 1              | 1                            |
| Croacia           | Croatian Airplay Radio Chart Company | 9              | 1                            |
| Escocia           | The Official Charts Company          | 2              | 1                            |
| Eslovaquia        | IFPI                                 | 4              | 1                            |
| España            | España Top 50                        | 1              | 4                            |
| España            | Los 40 Principales (España)          | 1              | 3                            |
| Finlandia         | Suomen virallinen latauslista        | 6              | 1                            |
| Francia           | SNEP                                 | 23             | 1                            |
| Hungría           | IFPI                                 | 6              | 1                            |
| Islandia          | Top 30 singles (Tónlist)             | 2              | 1                            |
| Noruega           | VG Lista                             | 6              | 1                            |
| Suiza             | Schweizer Hitparade                  | 7              | 2                            |
| Países Bajos      | Dutch Top 40                         | 6              | 1                            |
| Polonia           | Dance Top 40                         | 1              | 1                            |
| República Checa   | Radio Top 100                        | 1              | 1                            |
| Reino Unido       | UK Singles Top 75                    | 5              | 1                            |
| Reino Unido       | UK Top 40 Dance Singles              | 1              | 1                            |
| Rusia             | Russian Music Charts                 | 5              | 1                            |
| Rusia             | Airplay Top Hit 100                  | 2              | 1                            |
| Serbia            | Top 50 Airplay                       | 17             | 1                            |
| Oceanía           |                                      |                |                              |
| Australia         | ARIA                                 | 6              | 2                            |
| Nueva Zelanda     | RIANZ                                | 5              | 1                            |

### Anuales
| Chart (2013)                       | Posición |
| ---------------------------------- | -------- |
| Canadá (Canadian Hot 100)          | 20       |
| Dinamarca (Tracklisten)            | 45       |
| España (PROMUSICAE)                | 13       |
| Estados Unidos (Billboard Hot 100) | 36       |
| Hungría (Rádiós Top 40)            | 18       |
| México (Monitor Latino)            | 12       |
| Nueva Zelanda (Recorded Music NZ)  | 33       |

## Certificaciones
| País           | Organismo certificador | Certificación       | Unidades certificadas/Ventas | Simbolización | Ref.           |
| -------------- | ---------------------- | ------------------- | ---------------------------- | ------------- | -------------- |
| Alemania       | BVMI                   | Platino             | 300 000                      |               | [ 108 ]        |
| Australia      | ARIA                   | Triple platino      | 210 000                      |               | [ 109 ]        |
| Austria        | IFPI                   | Oro                 | 15 000                       |               | [ 110 ]        |
| Canadá         | Music Canada           | Cuádruple platino   | 320 000                      |               | [ 111 ]        |
| Dinamarca      | IFPI Denmark           | Platino             | 30 000                       |               | [ 112 ]        |
| España         | PROMUSICAE             | Oro                 | 20 000                       |               | [ 113 ]        |
| Estados Unidos | RIAA                   | Platino             | 1 833 000                    |               | [ 114 ] [ 53 ] |
| Italia         | FIMI                   | Platino             | 30 000                       |               | [ 115 ]        |
| México         | AMPROFON               | Doble platino y oro | 150 000                      |               | [ 116 ]        |
| Nueva Zelanda  | RIANZ                  | Platino             | 15 000                       |               | [ 117 ]        |
| Reino Unido    | BPI                    | Plata               | 200 000                      |               | [ 118 ]        |
| Suecia         | GLF                    | Platino             | 40 000                       |               | [ 119 ]        |
| Venezuela      | VZSC                   | Triple platino      | 30 000                       |               | [ 120 ]        |

## Historial de lanzamiento
| Región         | Fecha                 | Formato             |
| -------------- | --------------------- | ------------------- |
| Alemania       | 22 de febrero de 2013 | CD single           |
| Estados Unidos | 4 de febrero de 2013  | Mainstream radio    |
| Estados Unidos | 15 de abril de 2013   | Hot/Modern/AC radio |
| Reino Unido    | 29 de abril de 2013   | Descarga digital    |

## Premios y nominaciones
| Año                    | Premiación         | Premio                | Nominación         | Resultado | Ref.    |
| ---------------------- | ------------------ | --------------------- | ------------------ | --------- | ------- |
| Nominaciones y premios |                    |                       |                    |           |         |
| 2013                   | VMA                | Mejor colaboración    | "Feel This Moment" | Nominado  | [ 61 ]  |
| 2013                   | World Music Awards | Mejor vídeo del mundo | "Feel This Moment" | Pendiente | [ 125 ] |